# Rolf Kahnt

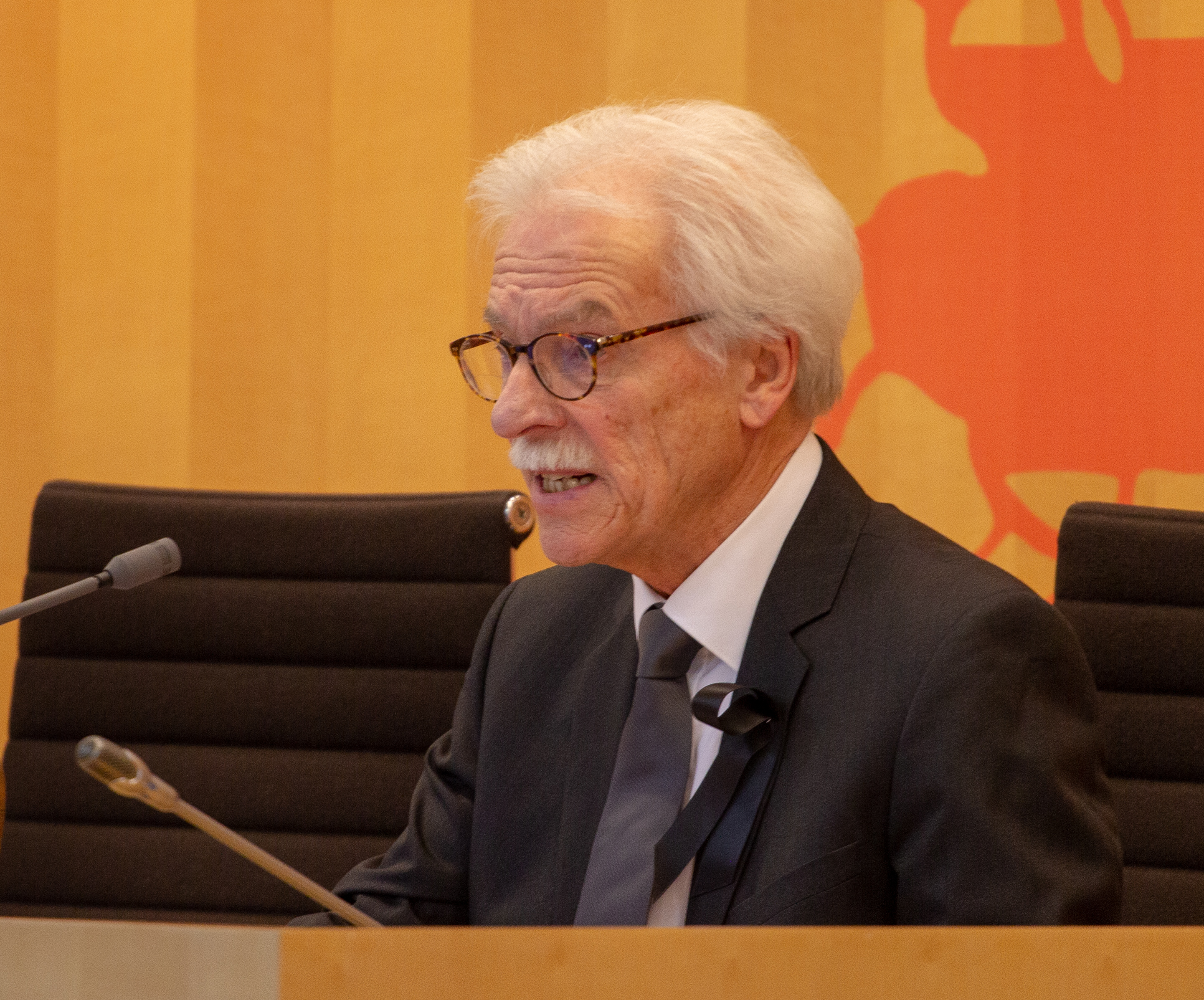
Rolf Kahnt, 2019

Rolf Kahnt (* 21. Februar 1945 in Geringswalde) ist ein deutscher Politiker (parteilos, zuvor AfD). Er war vom 18. Januar 2019 bis zum 18. Januar 2024 Mitglied des hessischen Landtags.

## Leben und Wirken
Kahnt studierte Betriebswirtschaft und Erziehungswissenschaften. Er ist Diplom-Pädagoge und absolvierte jeweils Erste und Zweite Staatsprüfungen für die Lehrämter an Haupt- und Realschulen wie auch für das Lehramt an Gymnasien. Kahnt war bis zu seiner Pensionierung als Studienrat mit Fakultas in den Fächern Wirtschaft und Politik, Sport, Englisch und Arbeitslehre an einer Gesamtschule und einem Gymnasium sowie in der Lehrerfortbildung in Hessen über mehrere Jahrzehnte tätig. Kahnt war von März 2013 bis 12. Juni 2021 Mitglied der AfD und von Mai 2013 bis Januar 2019 ununterbrochen AfD-Kreisvorsitzender im Landkreis Bergstraße. Von Mai 2015 bis Dezember 2017 war Kahnt neben Albrecht Glaser und Peter Münch hessischer Landesvorsitzender. Seit 2016 gehört er der Stadtverordnetenversammlung von Bensheim sowie dem Kreistag des Landkreises Bergstraße an. Im Kreistag war er Vorsitzender der AfD-Fraktion. Seit Juni 2021 ist Kahnt neben seiner Tätigkeit als Abgeordneter im 20. Hessischen Landtag Fraktionsvorsitzender der Stadtfraktion Vernunft und Augenmaß in Bensheim.
Bei der hessischen Landtagswahl 2018 kandidierte er auf Listenplatz 15 der AfD im Wahlkreis Bergstraße II  und zog als Abgeordneter in den hessischen Landtag ein. Er eröffnete als Alterspräsident den neugewählten hessischen Landtag und forderte dabei ein Ende der „Ausgrenzeritis“ gegenüber politisch Andersdenkenden. Am 20. Oktober 2020 wurde er aus der AfD-Fraktion ausgeschlossen. Kahnt lässt seit Januar 2021 beim Bundesverfassungsgericht in Karlsruhe in einem Organstreitverfahren die Rechtmäßigkeit seines Fraktionsausschlusses überprüfen, eine Entscheidung des Bundesverfassungsgerichts ist noch nicht erfolgt. Am 12. Juni 2021 erklärte Kahnt öffentlich seinen Austritt aus der AfD und begründete diesen Schritt mit „zunehmend rechtsextremen Entwicklungen der AfD auf Bundes- und Länderebene“ sowie mit unprofessioneller politischer Arbeit der AfD-Fraktion im Hessischen Landtag. Bei der Landtagswahl 2023 erhielt er kein Mandat mehr und schied im Januar 2024 aus dem Landtag aus.
Kahnt ist verheiratet, hat eine Tochter und wohnt in Bensheim-Auerbach.